# Leo C. Zeferetti

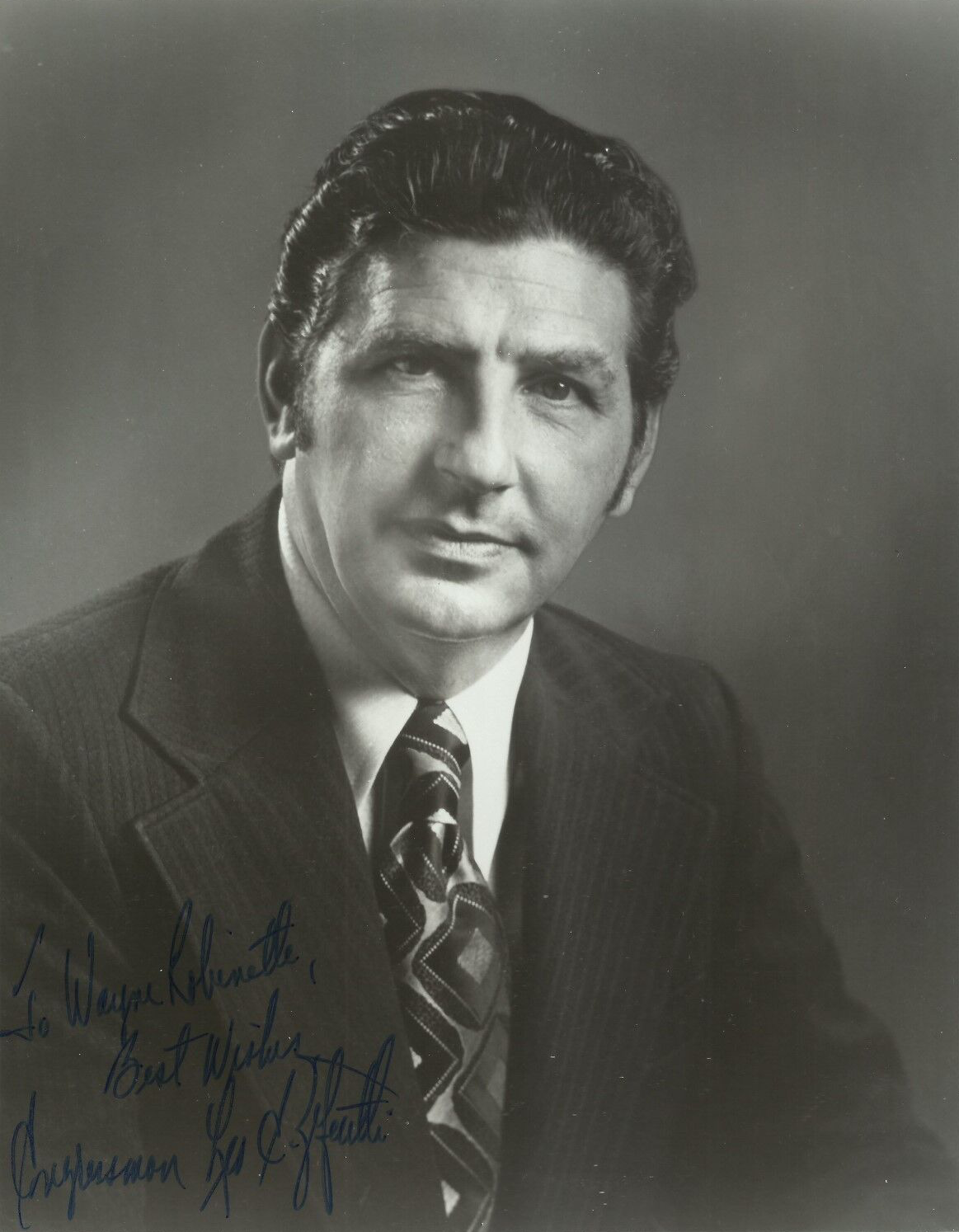
Leo C. Zeferetti

Leo C. Zeferetti (* 15. Juli 1927 in Brooklyn, New York; † 21. März 2018) war ein US-amerikanischer Politiker. Zwischen 1975 und 1983 vertrat er den Bundesstaat New York im US-Repräsentantenhaus.

## Werdegang
Leo C. Zeferetti besuchte öffentliche Schulen in Brooklyn und 1963 die New York University. Zwischen 1964 und 1966 ging er auf das Baruch College der City University of New York. Er diente zwischen 1944 und 1946 in der US Navy. Zwischen 1957 und 1974 arbeitete er als Corrections Officer im Department of Correction in New York City. Während dieser Zeit nahm er als Abgeordneter an der President’s Conference on Correction teil und saß zwischen 1972 und 1974 im New York State Crime Control Planning Board. Politisch gehörte er der Demokratischen Partei an.
Bei den Kongresswahlen des Jahres 1975 für den 94. Kongress wurde Zeferetti im 15. Wahlbezirk von New York in das US-Repräsentantenhaus in Washington, D.C. gewählt, wo er am 4. Januar 1975 die Nachfolge von Hugh Carey antrat. Er wurde drei Mal in Folge wiedergewählt. Im Jahr 1982 erlitt er bei seiner erneuten Kandidatur eine Niederlage und schied nach dem 3. Januar 1983 aus dem Kongress aus. Als Kongressabgeordneter hatte er den Vorsitz über das Select Committee on Narcotics Abuse and Control (97. Kongress).